# Paraneetroplus bulleri
Paraneetroplus bulleri és una espècie de peix de la família dels cíclids i de l'ordre dels perciformes.

## Morfologia
- Els mascles poden assolir 25,5 cm de longitud total.[3][4]

## Hàbitat
És una espècie de clima tropical entre 23 °C-25 °C de temperatura.

## Distribució geogràfica
Es troba a Centreamèrica: vessant atlàntic (conca del riu Coatzacoalcos, Mèxic).